# Jacopo Ligozzi
Jacopo Ligozzi (ur. ok. 1547 w Weronie, zm. 1627 we Florencji) – włoski malarz i ilustrator doby późnego renesansu.

## Życiorys
Jacopo Ligozzi urodził się w Weronie ok. 1547 roku. Pochodził z rodziny malarzy i rzemieślników. Ojciec Giovanni Ermanno był malarzem i hafciarzem, matka Lucia. Początkowo praktykował w pracowni ojca. W maju 1567 roku ukończył wraz z ojcem dwuczęściowy ołtarz dla kościoła Św. Sylwestra w Vigo Lomaso. Datowany na rok wcześniej obraz z kościoła św. Antoniego Opata w Bivedo nie pozwala na wyodrębnienie cech własnego stylu Jacopo, w początkowej fazie malarz był całkowicie uzależniony od ojca. Ligozziemu przypisywane jest autorstwo: Objawienia Pańskiego w kościele Świętej Trójcy, Trójca ze świętymi w kościele Św. Eufemii i prawdopodobnie Odnalezienie Krzyża w kościele Św. Łukasza, wszystkie w Weronie. 
W 1572 roku ożenił się z Angela di Francesco Baldassini z Como, która wniosła w posagu sumę 300 dukatów, zagarniętą zaraz przez ojca. W styczniu 1575 roku Jacopo wygrał z ojcem sprawę sądową i sumę tę odzyskał. W 1576-1577, zostawiając rodzinę pod opieką krewnego Antonia Bottiego, przeniósł się na dwór Medyceuszy do Florencji. Otrzymał miesięczne stypendium wynoszące początkowo 25 dukatów. Zastąpił Giorgia Vasariego w roli zarządzającego Akademią i Towarzystwem Sztuki Rysunku (wł. Accademia e Compagnia delle Arti del Disegno), założoną przez księcia Kosmę Medyceusza w 1563 roku. Ligozzi służył kolejnym władcom Wielkiego Księstwa Toskanii z rodu Medyceuszów: Franciszkowi I, Ferdynandowi I, Kosmie II oraz Ferdynandowi II.
W 1586 roku Ligozzi ozdobił freskami Grotę Tetydy znajdującą się za Kolosem Apenińskim (wł. Colosso dell'Appennino) w miejscowości Vaglia. Został mianowany dyrektorem wielkoksiążęcego zakładu rzemieślniczego zajmującego się projektowaniem dzieł sztuki przeznaczonych głównie na eksport (wł. Galleria dei Lavori): haftowanych tkanin, a także mozaik florenckich (pietra dura), tworzonych z kamieni półszlachetnych i kolorowych marmurów.
Ligozzi jest autorem cyklu fresków przedstawiających epizody z życia św. Franciszka z Asyżu w krużgankach przy florenckim kościele Ognissanti. Namalował również płótno przedstawiające Sw. Rajmunda wskrzeszającego dziecko dla kościoła Santa Maria Novella i Męczeństwo św. Doroty dla kościoła franciszkanów konwentualnych w Pescii.
Artysta rysował też rośliny i zwierzęta. Współpracował z Ulissesem Aldrovandim. Ligozzi wywarł wpływ na twórczość malarza Bartolomeo Bimbiego. Jego uczniami byli Donato Mascagni i Mario Balassi. Bratanek Ligozziego, Bartolommeo Ligozzi, był również malarzem.
Jacopo Ligozzi zmarł we Florencji w 1627 roku.

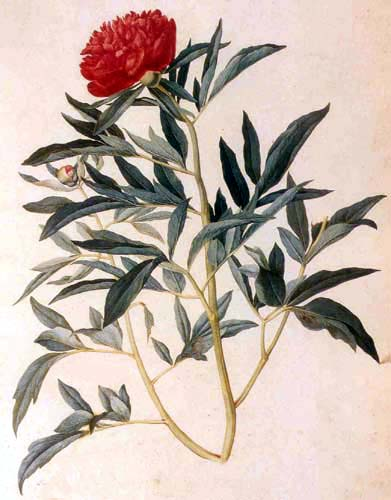
Piwonia, Galeria Uffizi
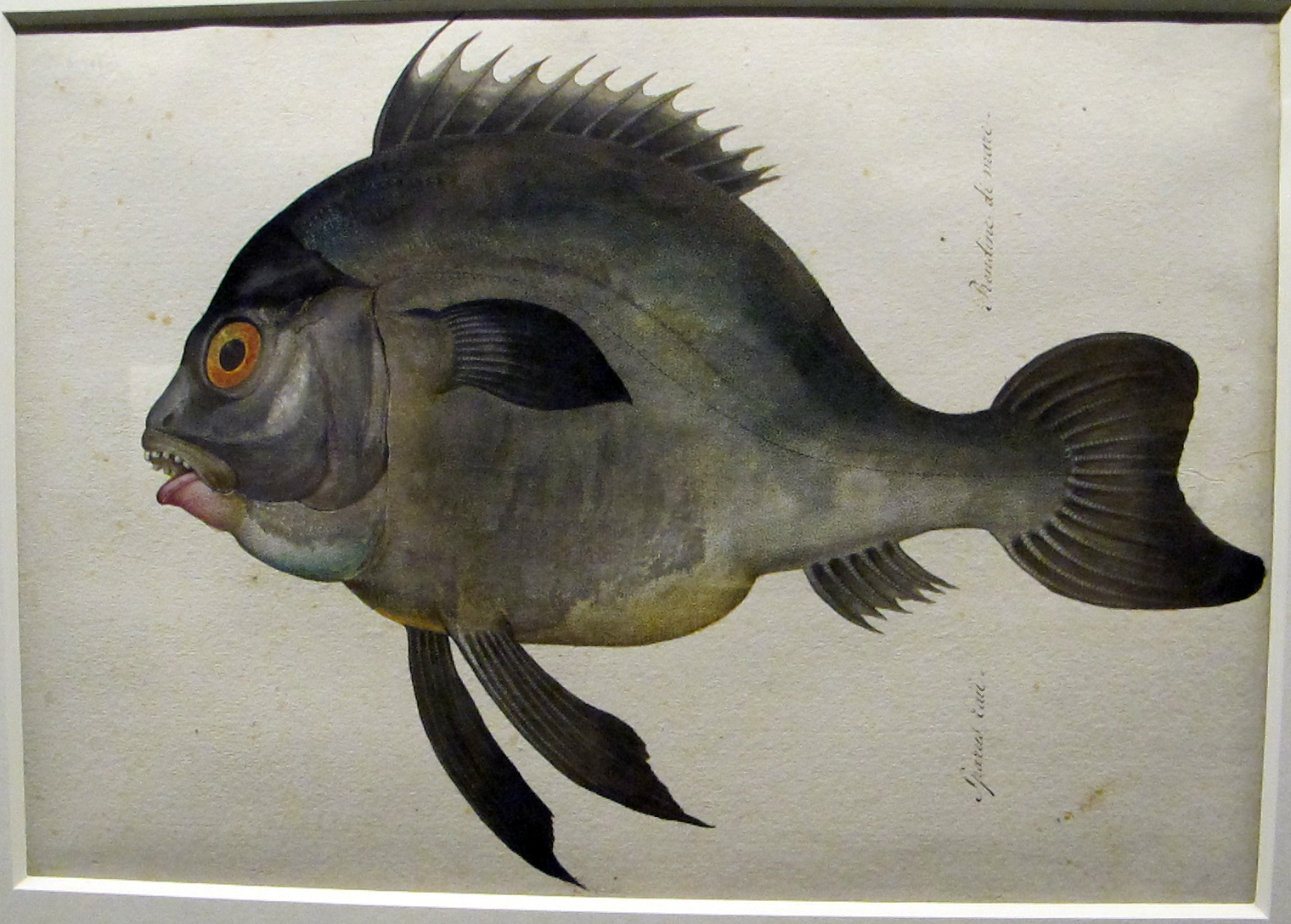
Pagrus, Galeria Uffizi
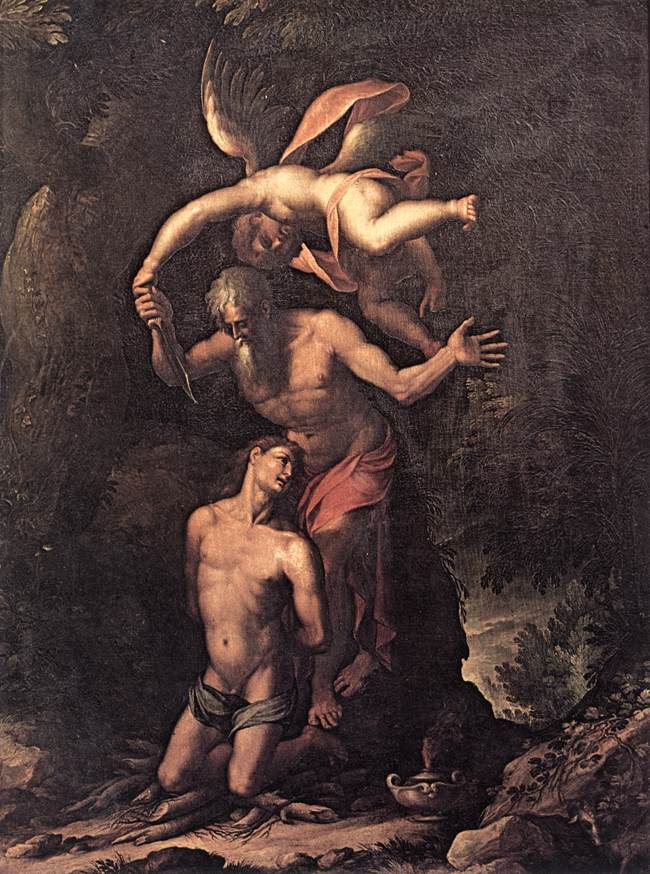
Ofiara Izaaka, ok. 1596, Galeria Uffizi
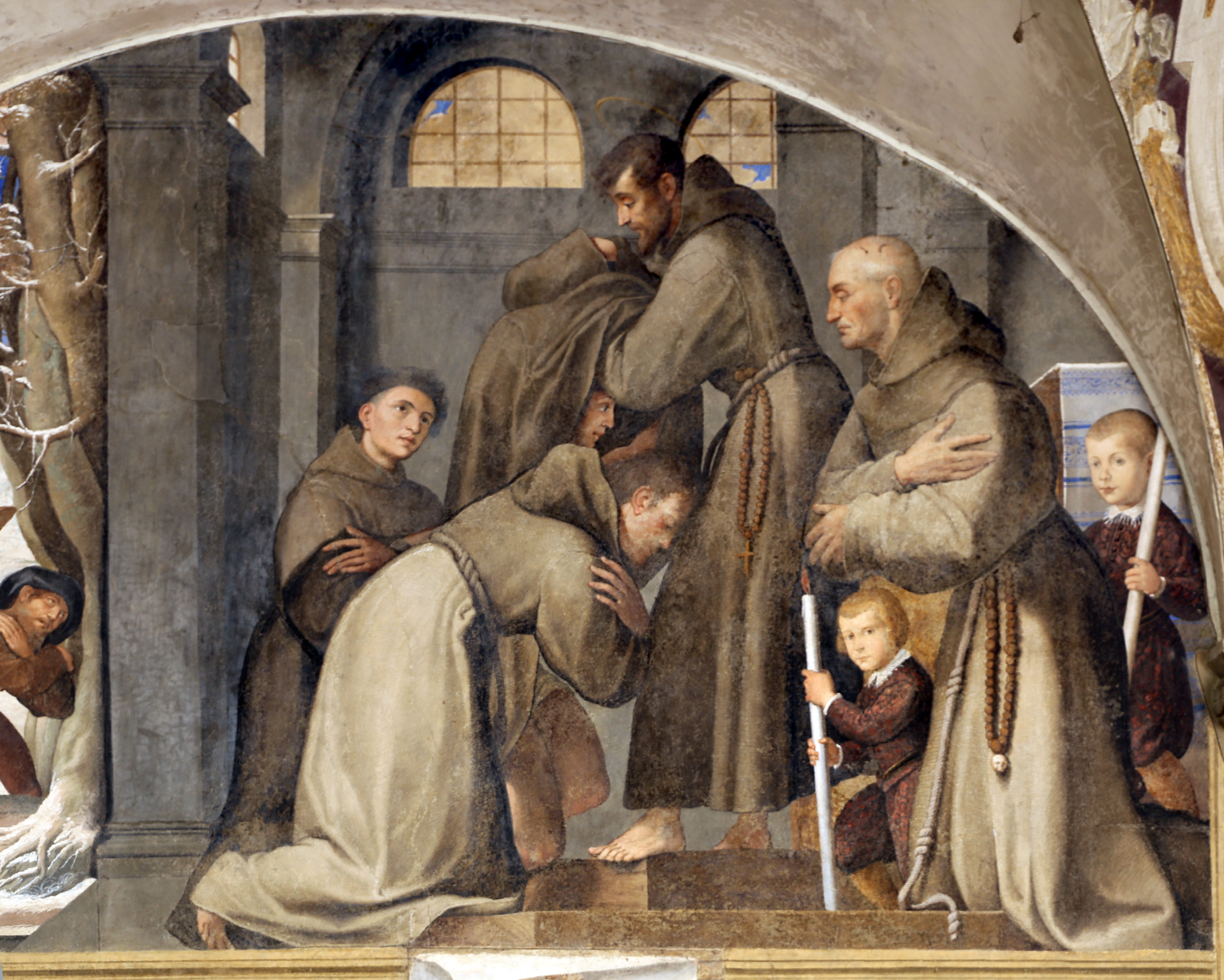
Obłóczyny pierwszych naśladowców (fresk), ok. 1600–1615, krużganki Ognisanti, Florencja
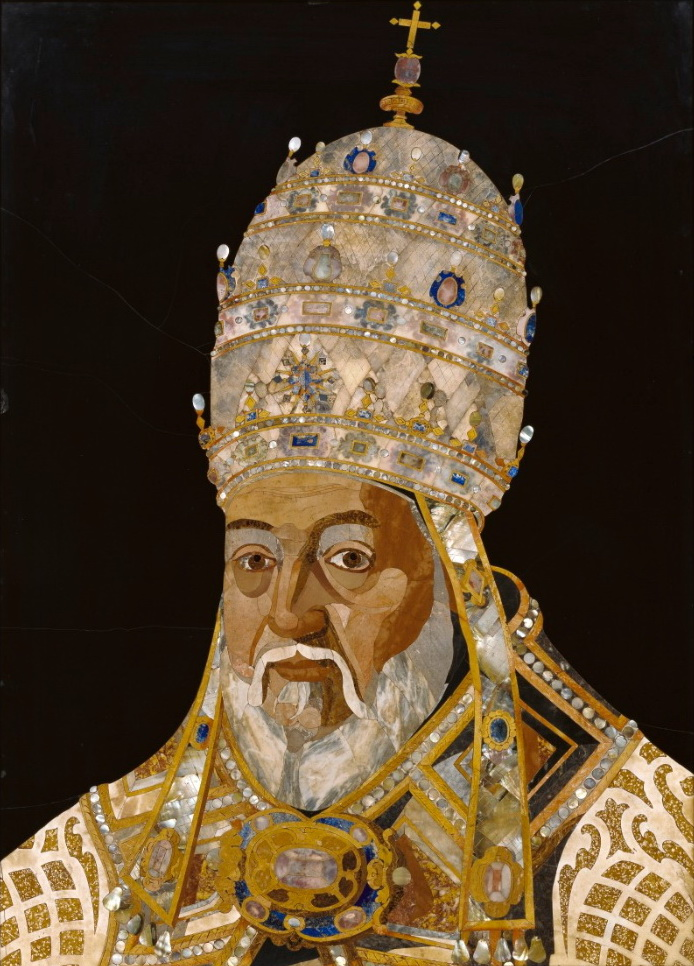
Klemens VIII (wg rysunku Ligozziego), 1600–1601, Getty Center